# Algorithme HITS
L'algorithme HITS, pour Hyperlink-Induced Topic Search, est un algorithme qui permet de mesurer l'autorité d'une page Web par rapport à d'autres. Il a été créé en 1999 par Jon Kleinberg. Il est parfois considéré comme précurseur de l'algorithme PageRank qui, comme HITS, a pour but, sur la base d'un graphe, d'assigner un score à celles-ci de façon à identifier les pages ayant le plus d'« importance ».
Cet algorithme consiste à calculer deux scores pour chaque sommet appelés score de hub et score d'autorité, calculés uniquement en fonction des liens présents entre les sommets.